# Factorio
Factorio je strategická počítačová hra české společnosti Wube Software. Od února 2016 byla hra spuštěna v předběžném přístupu a od srpna 2020 ve finální podobě.
Hra začíná havárií na cizí planetě. Cílem hráče je pomocí továren vybudovat raketu a vyslat ji do vesmíru. Hráč se stará o těžbu nerostných surovin, jejich zpracování a výrobu předmětů. Klíčovým prvkem pro pokrok ve hře a zjednodušení práce je výzkum, který odemyká další možnosti k rozvoji výroby a boji proti původním obyvatelům planety, kteří útočí na hráčovu infrastrukturu kvůli znečištění, které svým jednáním šíří.
V květnu 2020 bylo dosaženo 1 000 000 prodaných licencí. Hra vyšla 14. srpna 2020. V roce 2021 Wube ukázalo, že se prodalo přes 2,5 milionů kopií hry a hráči ve hře strávili přes 40 000 let. Hra získala ocenění Česká hra roku 2015.

## Hratelnost
Factorio je hra zaměřená na budování a udržování továrny. Na počátku je hráč vpuštěn do nového světa na cizí planetě. Úkolem je najít a těžit suroviny a z nich si vytvářet vybavení, nástroje a stroje pro ulehčení a urychlení práce. Základními surovinami jsou: měděná ruda, železná ruda, kámen, uhlí a dřevo; pokročilými uran a ropa. Z těchto surovin se různou kombinací a montáží vytvářejí nové předměty, které slouží pro další zpracování, nebo konkrétní funkci pro optimalizaci továrny.
Hráč má za úkol vytvářet vědecké balíčky (lahvičky s různě barevným obsahem), které se využívají pro výzkum v laboratořích. Postupem času se technologie výroby lahviček stává více a více náročnou, čímž vznikají problémy s optimalizací továrny, prostorem pro růst, nedostatkem surovin, logistikou apod. které musí hráč vyřešit. Každý hráčem vytvořený výrobek se skládá z určitého počtu surovin a potřebuje určitý čas k vytvoření (červený lektvar výzkumu – jeden měděný plát, jedno ozubené kolo, 5 jednotek času). Tyto výrobky mohou být vytvořeny jak v inventáři hráče (pouze pevného skupenství) tak v automatizovaných montážních strojích (s výjimkou některých složitějších komponentů, které je nutné sestavovat pouze v montážních strojích).
Ztěžující faktor hry je znečištění životního prostředí, které vyvolává agresivní chování u domorodých obyvatelů této planety (reprezentovaní hmyzem a jinými bezobratlým podobnými tvory), kteří si okolo továrny staví vlastní základny a útočí na ni. Postupem času a vývoje hráčovy továrny a technologií se nepřátelé vyvíjí a jejich nájezdům je čím dál těžší se ubránit. Jedním ze zajímavých logistických prvků hry je kromě vlaků a různých druhů dopravních pásů výzkum logistických robotů, kteří slouží k přemístění surovin a výrobků, nebo k opravování poškozených částí základny. Hráč díky nim není tak svázaný prostorem. Na druhou stranu jsou roboti poměrnou zátěží pro elektrickou síť a mnohem dražší, než další možnosti logistiky.
Milníkem pro ukončení hry je odpálení první zkonstruované rakety. Avšak hráč má možnost přesto pokračovat dál a pomocí satelitů získávat speciální druh vědeckých balíčků, díky kterým může neustále svou továrnu vylepšovat a zefektivňovat.

### Kampaň a generátor světa
Ve hře si je možné zvolit několik druhů kampaně. Hráč je postaven do určité situace a jeho úkolem je vyzkoumat nové věci a shromažďovat potřebné suroviny. Generátor světa je postupem, kterým se vytváří nové mapy. Při jejich vytvoření lze volit z několika možností:
- základní nastavení (průměrný počet surovin): je zde možnost přednastavení velikosti, četnosti a objemu všech základních surovin.
- bohaté suroviny: celkově vyšší počet surovin na mapě.
- maraton: výzkum je nákladnější na suroviny a finální cena technologie je vynásobena čtyřmi.
- mrtvý svět: zvýšený počet nepřátel tzv. kousačů, kteří se vyvíjejí rychleji.
- mrtvý svět-maraton: kombinace maratonu a mrtvého světa.
- „Ribbon world“: výška mapy je omezena do 128 bloků, všechny suroviny se objevují v menším počtu (33 % původní četnosti) a mají 50% velikost.
- ostrov: mapa je složena z velkého ostrova a nekonečného oceánu.

## Prvky

### Elektřina
Po vyzkoumání elektrické energie se hráči odemkne základní možnost pro užívání tohoto zdroje – Parní stroj, který je poháněn párou z bojleru. Postupem hry se efektivita získávání elektřiny zvedá, jako další zdroje energie mohou být použity:
- solární panely – fungují pouze ve dne. Hlavní výhodou oproti dalším zdrojům je produkce čisté energie nezávislé na zdrojích planety (po montáži, která suroviny potřebuje), nevytváří žádné znečištění. Hlavní nevýhodou tohoto zdroje je velmi malá produkce v porovnání s místem, které samotné panely zabírají. Navíc je k tomu nutné započítat i místo pro akumulátory, které slouží pro uchování energie přes noc.
- parní turbína – funguje na stejném principu jako parní stroj. Je ovšem efektivnější a zvládne pojmout větší množství páry za stejný čas
- jaderná elektrárna – generuje teplo rozpadem uranu 235, který hráč těží z uranových ložisek. Teplo se odvádí pomocí tepelných vodičů k výměníkům tepla, které mění vodu v páru a ta pohání parní stroj či turbínu. Obvyklý způsob výroby energie je pomocí turbíny, která šetří místo vzhledem k množství páry, které jádro generuje. Tento způsob generování energie je zdaleka nejlepší, protože nepotřebuje velké množství paliva, negeneruje znečištění a má obrovský energetický výstup.

### Logistika
Logistika je velmi důležitým herním prvkem. Čím vyspělejší a propracovanější logistika, tím více produktivní továrnu lze postavit. Logistické prvky ve hře: transportní pásy – nejjednodušší a na výrobu nejlevnější metoda, tyto pásy jsou schopné uvést 2 druhy (řady materiálu) najednou, jsou zde tři druhy pásů – základní(žlutý) – nejpomalejší (15 předmětů/s), rychlý(červený)- střední rychlost (30 předmětů/s), a expresní(modrý) – nejrychlejší (45 předmětů/s).
Na nakládání a vykládání se používají překladače, které se také dělí na několik typů – spalovací – pro pohon používá palivo jako např. uhlí, překladač – pro pohon používá elektřinu jako všechny další v této kategorii, překladač s dlouhou rukou – předměty podává na vzdálenost 2 před a 2 za něj (všechny ostatní 1 a 1), rychlý překladač – podává předměty vysokou rychlostí, filtrovací překladač – vybírá pouze vybrané předměty, zásobníkový překladač – podává několik předmětů najednou, filtrovací zásobníkový překladač – kombinuje vlastnosti zásobníkového a filtrovacího.
Další možností logistiky je využití vlaků. Vlaky jsou schopny pojmout veliké množství surovin a jsou nejvhodnější na veliké vzdálenosti, je ale potřeba vybudovat infrastrukturu - železniční síť. Poslední možností je využití logistických dronů – letí se surovinou do té doby dokud se nevybijí, poté se musí u nejbližšího roboportu nabít a mohou dále pokračovat v cestě.

### Bojový systém
Hráč je od začátku hry vybaven pistolí na obranu proti nepřátelské fauně. Ta si na obranu buduje základny, nepřátelé se dělí na kousače – útočí pouze na malou vzdálenost, plivače – mohou útočit i na velkou vzdálenost, červy – fungují stejně jako statické věže, neútočí pokud se hráč dostatečně nepřiblíží. Dále je zde možnost vyrobit si další účinnější zbraně samopal, brokovnice, útočná brokovnice, plamenomet, raketomet. Každá zbraň má několik typů nábojů např. raketomet – raketa, výbušná raketa, atomová raketa. Hráč může na svou obranu použít také obrněné vozidlo a tank a na obranu základny lze používat statické věže několika typů – statická věž – nejzákladnější, potřeba doplňování munice, laserová věž – komplikovanější na výrobu a výzkum, výhoda spočívá v pohonu na elektrickou energii tudíž není nutné doplňování munice, plamenometná věž – jako munice je využívána ropa a její složky, také není nutné doplňovat munici, artilerní věž – obrovský dosah za cenu složité výroby munice. Okolo základny je také vhodné stavět zdi pro získání času pro obranu.

### Systém tekutin
Tekutiny např. voda a ropa – normálně mohou být uloženy pouze v zásobárnách na tekutiny jako trubky.
Veškeré tekutiny ve hře – ropa, která se dále zpracovává na ropný plyn, lehký a těžký olej, dále mazivo, kyselina sírová a pára.
Dalším faktorem u tekutin je teplota, avšak je užitelná pouze u přeměňování vody na páru.
Transport – Při transportu jsou zde dvě možnosti:
1. zacházet s tekutinou pouze v trubkách a zásobnících na tekutiny.
2. tekutina lze napustit do ocelového barelu, poté se chová stejně jako jakákoliv jiná pevná látka.

### Znečištění
Znečištění je prezentováno jako abstraktní oblak okolo zdrojů znečištění. Toto znečištění má vliv na počet a vývoj kousačů (více znečištění – více silnějších nepřátel).
Příklady velikosti znečištění: kamenná pec – 2, ocelová pec – 4, elektrická pec – 1, bojler – 30, ropná rafinerie – 6.
Znečištění je možné zobrazit při zobrazení mapy a stisknutí alt.

### Moduly
Moduly jsou položky sloužící k zlepšení schopností budov. Jsou drahé na výrobu a potřebují výzkum. Moduly se postupem času zlepšují a tak jsou tu tři verze každého modulu (MK1, MK2, MK3) Jsou zde 3 typy modulů:
1. Modul rychlosti – zvyšuje rychlost výroby za ceny vyšší náročnosti na elektřinu a vyššího znečištění.
2. Modul produktivity – přidává extra produkty za cenu rychlosti výroby a znečištění.
3. Modul efektivity – ubírá cenu energie.

### Blueprint
Blueprint je návrh, který obsahuje rozvržení budovy. Používají se ke kopírování a vkládání částí továrny. Vybrané oblasti lze vybrat pro zahrnutí do plánu. Po umístění plánu se na zemi objeví návrh rozvržení. Toto může být použito jako vodítko pro ruční umisťování továrních kusů, nebo, běžněji, předáno stavebním robotům pro automatické dokončení.

### Obvodová síť
je tvořena červenými či zelenými dráty a umožňuje ovládání přijímačů v závislosti na informacích obdržených od vysílačů připojených do sítě. Většina vysílačů jsou skladovací zařízení a vysílají informace na určený kanál, podle předmětů a tekutin obsažených ve skladovacích zařízeních. Každá ovládací síť má k dispozici kanál pro každý předmět ve hře a navíc 45 Virtuálních signálů, které se chovají jako definovatelné kanály. "Vše", "Cokoli" a "Každý" jsou divoké karty.

## Vývoj
Hra je vyvíjena od roku 2012 v Praze. Vývojový tým byl původně jednočlenný, ale postupně se rozrostl. Wube Software vytvořili v září 2014 Michal Kovařík a Tomáš Kozelek v Praze. Na konci ledna 2013 začala na serveru Indiegogo kampaň pro finanční podporu hry. Kampaň byla úspěšná, na vývoj bylo vybráno více peněz než bylo požadováno. V únoru 2016 byla hra spuštěna v předběžném přístupu na platformě Steam. Z fáze předběžného přístupu do verze 1.0 se Factorio přesunulo 14. 8. 2020 v 11 hodin SELČ.

## Modularita
Hra umožňuje hráčům hru doplňovat o modifikace (tzv. mody), které vyvíjejí zpravidla sami hráči. Za dobu existence vznikly stovky modů, od drobných vylepšení pro usnadnění hry až po mody, které kompletně mění paletu surovin a výrobků a zahrnují třeba cestování mezi planetami.

## DLC  Space age
V říjnu 2024 bylo vydáno rozšíření základní hry pojmenované Space age; cenově se rovná základní hře. Rozšíření vyšlo v podobě modu, takže hráči, kteří rozšíření nevlastní, budou moct hrát nadále s těmi, kteří si ho koupili. Tématem rozšíření je kolonizace dalších 5 planet s novými mechanikami a nepřáteli. Hudbu k rozšíření zkomponoval Petr Wajsar. Kromě nových funkcí se hráči dočkají i některých novinek (vylepšení hratelnosti, lepší systém generování základní planety), které budou dostupné i pro ty, kteří si DLC nekoupí. Beta verze bude dostupná pouze pro omezený počet hráčů za účelem testování nových mechanik.